# توماس اوجدا
توماس اوجدا (اسپانیایی: Tomás Ojeda‎؛ ۲۰ آوریل ۱۹۱۰ – ۲۰ فوریهٔ ۱۹۸۳) یک بازیکن فوتبال اهل شیلی بود.

## تیم ملی
وی همچنین در تیم ملی فوتبال شیلی بازی کرده است.